# A Different Man
Pour plus de détails, voir Fiche technique et Distribution.
A Different Man est une comédie noire américaine écrite et réalisée par Aaron Schimberg, sortie en 2024.
Il est projeté en avant-première au festival du film de Sundance 2024 et à la Berlinale 2024, où Sebastian Stan obtient l'Ours d'argent de la meilleure performance.

## Synopsis
Après avoir subi une importante intervention chirurgicale en raison de sa neurofibromatose, Edward tente de changer de vie. Mais il va alors devenir obsédé par Oswald, un homme qui l'interprète sur scène, dans une pièce de théâtre basée sur la vie d'Edward.

## Fiche technique
Sauf indication contraire, les informations mentionnées dans cette section peuvent être confirmées par la base de données cinématographiques IMDb,  présente dans la section « Liens externes ».
- Titre original : A Different Man
- Réalisation et scénario : Aaron Schimberg
- Musique : Umberto Smerilli
- Direction artistique : Emilia Spirito
- Décors : Fiona Mitchell
- Costumes : Stacey Berman
- Photographie : Wyatt Garfield
- Montage : Taylor Levy
- Sociétés de production : A24, Grand Motel Films et Killer Films
- Société de distribution : A24 (États-Unis)
- Pays de production :  États-Unis
- Format : couleur
- Genre : comédie noire
- Durée : 112 minutes
- Dates de sortie[1] :
  - États-Unis : 21 janvier 2024 (festival de Sundance), 20 septembre 2024 (sortie nationale)
  - France : 9 septembre 2024 (festival du cinéma américain de Deauville)
- Classification[2] :
  - États-Unis : R

## Distribution
- Sebastian Stan (VQ : Nicholas Savard L'Herbier) : Edward
- Renate Reinsve (VQ : Sarah Desjeunes) : Ingrid
- Adam Pearson (VQ : Louis-Philippe Berthiaume) : Oswald
- C. Mason Wells : Carl
- Owen Kline : Nick
- Charlie Korsmo : Ron Belcher
- Patrick Wang : le réalisateur
- Michael Shannon : lui-même

Source et légende : version québécoise (VQ) sur Doublage.qc.ca

## Production

### Tournage
Le tournage débute en juillet 2022 et dure 22 jours. Il se déroule principalement à New York, notamment à Brooklyn (Court Street) et Manhattan (Riverside Park, St. Mark's Place, Public Theater, East Village, The Wild Project Theater),,. Quelques scènes sont tournées dans le New Jersey à Maplewood et Montclair.

## Distinctions

### Récompenses
- Berlinale 2024 : Ours d'argent de la meilleure performance pour Sebastian Stan[8]
- Festival international du film fantastique de Catalogne 2024 : meilleur scénario
- Golden Globes 2025 : Meilleur acteur dans un film musical ou une comédie pour Sebastian Stan

### Nominations et sélections
- Festival du film de Sundance 2024 : hors compétition
- Festival du film de Sydney 2024
- Festival du cinéma américain de Deauville 2024
- Festival international du film de Thessalonique 2024
- Festival international du film de Mar del Plata 2024
- Oscars 2025 : meilleurs maquillages et coiffures
- Festival Grindhouse Paradise 2025 (Toulouse) : hors compétition